# Wes Collins
Wesley “Wes” Collins est un personnage de fiction de la franchise Power Rangers.
Sa première apparition est dans Power Rangers : La Force du Temps où il incarne le deuxième Ranger rouge de l'équipe Time Force. Il est interprété par Jason Faunt. L'acteur fera d'autres apparitions au sein de la franchise.  

## Power Rangers:La Force du temps
Lorsque Jen, Lucas, Katie, Trip et Circuit arrivent sur terre en l'an 3000 pour capturer Ransik, ils sont dans l'incapacité de se transformer en Ranger car le chrono morpher rouge est inactif. Pendant un combats contre les Cyclobots, Wes, qui se trouve être un ancêtre d'Alex, le premier ranger rouge Time Force. Il est le seul à pouvoir activer le chrono morpher rouge en raison de son ADN semblable. Jen n'a d'autre choix que de lui donner le morpher et finit par se transformer en Ranger rouge pour combattre les Cyclobots. Mais après ce combat, elle lui reprend le morpher estimant qu'il ne leur est plus utile. 
Wes veut cependant aider les autres Rangers à combattre Ransik mais Jen se montre dubitatif envers lui estimant qu'il n'a jamais eu besoin de se battre dans la vie pour réussir, ce qui vexa Wes qui souhaite faire pour une fois quelque chose qui le tient à cœur et qui n'a pas été établi en avance par son père. Trip lui explique ensuite que la véritable raison pour laquelle Jen refuse qu'il rejoigne l'équipe est sa ressemblance frappante avec Alex, qui lui rappelle la mort tragique de ce dernier. Lorsque Jetara lance une attaque à Silver Hills, Jen donna le morpher à Wes afin qu'il prouve sa valeur. Une fois le monstre capturé, Wes rejoint officiellement l'équipe. 
Lorsque les autres rangers se demandent où est ce qu'ils vont habiter, Wes réussit à trouver une clocher inhabitée afin qu'ils puissent y héberger, des vêtements plus adaptés à l'époque ainsi qu'un emploi pour subvenir à leurs besoins. Alors qu'il effectue des travaux de peinture dans les locaux d'une chaîne de télévision, il se fait capturer par les Cyclobots. Ransik lui raconte son histoire, ce qui boulverse Wes même si cela ne change en rien son but de le combattre. 
Wes explique à son père qu'il souhaite tracer sa propre route. Il quitte son domicile pour vivre avec les autres Rangers. Ce dernier est embêté lorsque son père lui fait part de sa déception de faire des petits boulots alors qu'il était promis à un avenir radieux. Lorsque Wes apprend que Les Anges des Temps, une société paramilitaire assurant la sécurité de clients fortunés contre les attaques de Nadira, a été fondé par son père, il est déçu. Son père se fait de l'argent grâce à l'insécurité générée par des mutants et ne défend pas les plus faibles à l'instar des Rangers. Il découvre ensuite qu'une vieille connaissance, Eric Myers, son ami d'enfance, travaille pour cette société. Ce dernier n'a que du mépris pour Wes qu'il considère nonchalant. 
Lorsque Frax libère Univolt du cachot secret, les Anges des Temps pensent être en mesure de les battre. Wes arrive pour les sauver mais une attaque puissante lui brise la visière de son casque. C'est à ce moment là que son père découvre qu'il est le Power Ranger Rouge. Mr.Collins propose alors à son fils de rejoindre les Anges des Temps, ce que ce dernier refusa. Au moment ou des archéologues découvrent la commande Quantum, Eric fait tout pour s'en emparer. Wes tente de le raisonner mais refusa par orgueil. Wes suit Eric dans un voyage dans le temps les menant dans le passé après que ce dernier ait appris que Ransik que s'emparer du Quantasaurus Rex. Wes finit par être emprisonné mais Eric le secourt au dernier moment. Mais Eric continue à mépriser Wes. 
Après avoir capturé Severax, Wes fait la rencontre d'Alex. Alex lui explique que son destin n'est pas d'être un ranger mais de succéder à son père à la tête de Bio-Lab, qui devrait mourir le lendemain. Wes accepta de se retirer de l'équipe à contre coeur et part rejoindre son père pour lui dire adieu. Lorsque Wes arrive à l'hopital au chevet de son père, il apprend par le docteur Zaskin que son père est fier de lui malgré qu'il ne comprend pas son choix de vie. Wes décide d'aller sauver ses amis. Une fois la bataille terminé, Wes retourne à l'hopital et découvre que son père est en vie. Il comprend alors que c'est Alex qui lui a sauvé la vie. Wes se réconcilie avec son père qui finit par accepter sa vie de Ranger. Wes reprend ses fonctions de Ranger rouge. Quelques temps après le départ d'Alex, les sentiments qu'on Wes et Jen l'un pour l'autre croit de plus en plus, même si il pense ne pas pouvoir rivaliser avec Alex, ignorant que cette dernière a des sentiments réciproques. Lorsque Jen est en danger, Wes recoit l'aide d'Alex qui lui confie le Strata Cycle pour aller la sauver. Lorsque le Chevalier Noir débarque à Silver Hills, Wes fait acte de bravoure en tuant son dragon, obtenant l'armure du Guerrier rouge pour vaincre le Chevalier.
Lorsque Alex informe les rangers qu'une grande bataille va survenir sur Silver Hills dans laquelle ils vont mourir, il propose à Jen, Trip, Lucas et Katie de retourner à l'an 3000 pour éviter cela, ce que Wes approuve malgré qu'il a consciece qu'il sera seul à affronter Ransik, Nadira et les Cyclobots. Mais les Rangers, en particulier Jen, refuse de le laisser seul. Avant la bataille, Wes avoue à son père qu'il est fier d'être son fils. Ensuite, il réussit à amener les autres Rangers dans la capsule et à les enfermer en activant le pilotage automatique pour qu'ils rentrent à l'an 3000 et qu'ils restent en sécurité. Wes rejoint ensuite Eric dans cette bataille et le sauve contre les forces de Ransik. Il l'amène au clocher pour le soigner mais une de armée Cyclobots débarquent. Wes et Eric arrivent malgré tout à sortir de là. Il secoure ensuite son père contre les monstres de Ransik. Eric lui confie son Quantum morpher. Wes se retrouve seul contre l'armée des Cyclobots mais les Rangers de l'an 3000 le rejoignent pour le sauver et arrivent à détruire Doomtrom et Frax. Mais c'est loin d'être terminé pour Wes et les autres car il ne manque plus que Ransik. Les Rangers tentent de le battre mais sont impuissants face à un Ransik qui est plus que déterminé à remporter la bataille.
Ransik, après avoir blessé sa fille Nadira, finit par se rendre. Wes dit alors adieu à ses camarades et avoue enfin ses sentiments à Jen. Son père lui propose ensuite d'être à la tête des Anges des Temps, ce que ce dernier accepte avec comme condition qu'Eric soit son bras droit. 

## Power Rangers: Force animale
1 an s'est écoulé après que les événements de Time Force et Wes est à présent chef des Silver Guardians en collaboration avec Eric. Lors d'une attaque de monstres, ils se retrouvent confrontés à des puissants monstres moitié-Mutants moitié-Org. Wes et Eric n'ont d'autre choix que de se transformer en Power Rangers mais leurs armes face aux Mutorgs sont inefficace. Ils sont sauvés par les Rangers Force Animale. Après cela, Wes et Eric suivent les Rangers Force Animale et l’Animarium et décide d'appeler les Rangers de l'an 3001. Trip lui apprend que 3 fugitifs ont fuit jusqu'en 2002 et que Jen les suit en mission secrète. Après une nouvelle attaque de Mutorgs, Wes, Eric et les Rangers Force Animale s'allient avec Jen, suivi de Lucas, Katie, Trip, Ransik et Nadira pour combattre les monstres. 
Quelques jours plus tard, Wes et Eric sont appelés en mission mais cette fois-ci avec tout les Rangers rouge, recrutés par Tommy, de Mighty Morphin à Force Animale. Les Rangers rouges vont en direction de la lune afin de combattre le Général Venjix et ses alliés.

## Power Rangers:Super Megaforce
Après la mort de l'Empereur Mavro, les Rangers Super Megaforce doivent faire face à une gigantesque armée de X-Borg. Ils reçoivent l'aide de tous les Rangers les ayant précédés, y compris Wes.

## Power Rangers:Super Ninja Steel
Wes fait partie avec Koda et Gemma d'un trio mystérieux cachant leurs identités et veillant à prévenir de toute menace interdimensionnelle. Il explique aux Rangers Ninja Steel que d'autres Rangers ont disparus et que Tommy est injoignable. Wes et les autres Rangers que Madame Odius et le Seigneur Draven ont conclu un pacte afin de s'emparer du multivers. Ils se rendent dans la dimension Antiverse et ont retrouvé Tommy. Alors lui, Tommy, Gemma et Koda se chargent de libérer les Rangers, les Rangers Ninja Steel font diversion pour combattre Draven. Wes et tous les Rangers se réunissent pour combattre un armée de Robots Rangers.
À l'occasion de la fête de Noël, Wes fait parvenir à l'équipe des Rangers Ninja Steel un dispositif inter dimensionnel semblable à celui qu'il avait utilisé pour se rendre dans la dimension Antiverse. Il permet aux Rangers de se rendre dans d'autres dimensions si un jour d'autres Rangers ont besoin de leur aide.